# 김승래
김승래(1990년 9월 10일-)은 대한민국의 이발사(Barber)이다.
현재 켄코바버샵 대표원장 및 이발사로 활동 중이다.
주로 올드스쿨 바버샵 커트 베이스를 기반으로 한 다양한 커트 스타일을 선보이고 있다.
클라이언트의 니즈를 최대한 반영 하여, 과하지 않으면서 자연스럽고, 디테일함을 살린 커트를 추구한다.

## 내력
- 켄코바버샵 대표원장